# Diocesi di Rimini
La diocesi di Rimini (in latino Dioecesis Ariminensis) è una sede della Chiesa cattolica in Italia suffraganea dell'arcidiocesi di Ravenna-Cervia appartenente alla regione ecclesiastica Emilia-Romagna. Nel 2023 contava 283.000 battezzati su 359.000 abitanti. È retta dal vescovo Nicolò Anselmi.

## Territorio
La diocesi comprende 28 comuni (di cui 20 in provincia di Rimini, 5 in provincia di Forlì-Cesena, 3 in provincia di Pesaro e Urbino), nelle regioni Emilia-Romagna e Marche.
Sede vescovile è la città di Rimini, dove si trova la basilica cattedrale di Santa Colomba.
Il territorio diocesano si estende per 781 km² ed è suddiviso in 115 parrocchie.

### Vicariati
La diocesi è suddivisa in 6 vicariati: Vicariato urbano, Valmarecchia, Litorale nord, Litorale sud, Savignano-Santarcangelo, Valconca.

## Storia
Tradizionalmente si attribuisce la fondazione della diocesi riminese al III secolo e si riconosce come protovescovo Gaudenzio. Primo vescovo storicamente documentato è Stemnio, che partecipò al sinodo romano del 313. Nel 359 si tenne a Rimini l'omonimo concilio, convocato dall'imperatore Costanzo II per riconciliare le posizioni di ariani e niceni.
La diocesi fu sempre immediatamente soggetta alla Santa Sede fino al 1604 quando entrò a far parte della provincia ecclesiastica di Ravenna.
Al vescovo Giulio Parisani si deve l'istituzione del seminario diocesano, inaugurato il 18 marzo 1568, che fu ricostruito da Ludovico Valenti nel Settecento.
Nel 1777 Rimini cedette nove parrocchie alla diocesi di Cesena.
Due personalità della Chiesa ebbero i natali nella diocesi riminese nel XVIII secolo: Giovanni Vincenzo Ganganelli, che divenne papa con il nome di Clemente XIV, e Giuseppe Garampi, a cui si deve la moderna strutturazione dell'Archivio apostolico vaticano.
Nel 1809 il Tempio malatestiano divenne la nuova sede della cattedrale di Santa Colomba. La cattedrale antica, dedicata in origine forse allo Spirito Santo in forma di colomba, fu costruita a ridosso delle mura romane nell'attuale piazza Malatesta e, con la consacrazione a cattedrale (1154), fu anche intitolata a Santa Colomba di Sens. Fu abbattuta nel 1815.
Nel 1977 cedette quattro parrocchie alla diocesi di San Marino-Montefeltro ed ebbe dalla stessa diocesi un territorio in comune di Sogliano al Rubicone.
Dal 22 febbraio 1977 al 25 maggio 1995 è stata unita in persona episcopi alla diocesi di San Marino-Montefeltro.
Il 29 agosto 1982 la diocesi ha ricevuto la visita pastorale di papa Giovanni Paolo II.

## Cronotassi dei vescovi
Si omettono i periodi di sede vacante non superiori ai 2 anni o non storicamente accertati.
- San Gaudenzio †
- Stemnio † (menzionato nel 313)
- Eutichio ? † (metà del IV secolo)[4]
- Giovanni I † (prima del 492/496 - dopo il 502)[5]
- Stefano I † (prima del 551 - dopo il 553)[6]
- Castorio † (prima di gennaio 592 - prima di maggio 599 dimesso)[7]
  - Leonzio (593-599?)[8]
- Giovanni II † (luglio 599 - dopo il 603)[9]
- Paolo † (menzionato nel 680)
- Agnello † (menzionato nel 743)
- Tiberio † (menzionato nel 769)
- Stefano II † (menzionato nell'826)
- Giovanni III † (menzionato nell'861)
- Delto † (prima dell'876 - dopo l'885)
- Sergio † (905 - 950)[10]
- Giovanni IV † (prima del 967 - dopo il 968)
- Uberto I † (menzionato nel 996)
- Giovanni V † (menzionato nel 998)
- Uberto II † (prima del 1005 - dopo il 1015)
- Monaldo † (prima del 1024 - dopo il 1041)
- Uberto III † (prima del 1053 - dopo il 1065)
- Opizone † (prima del 1069 - dopo il 1102)
- Ranieri † (prima del 1122 - 1158 deceduto)
- Alberico † (1158 - circa 1177 deceduto)
- Zuzolino † (1177 - 1184)
- Ruffino † (prima di novembre 1186 - prima di marzo 1192 deceduto)[11]
- Ugo † (circa ottobre 1193 - 1203 deceduto)
- Bonaventura Trissino † (prima dell'aprile 1204 - 1230 dimesso)
- Bennone † (prima di giugno 1230 - 1242 deceduto)
- Gualtiero † (menzionato nel 1243)
- Ranerio † (menzionato nel 1244)
- Ugolino † (1245 - 1249 deceduto)
  - Ottaviano degli Ubaldini † (1249 - 1250) (amministratore apostolico)
- Algisio da Rosciate, O.P. † (1250 - 11 febbraio 1251 nominato vescovo di Bergamo)
- Giacomo † (1251 - 1261)
- Ugo † (1262 - 1264 deceduto)
- Ambrogio Marsili, O.P. † (5 ottobre 1265 - 1277 deceduto)
- Guido da Caminate † (1278 - 1300 deceduto)
- Lorenzo Balacchi, O.P. † (1300 - 1303 deceduto)
- Federico Balacchi † (30 agosto 1303 - 1321 deceduto)
- Francesco Silvestri † (25 maggio 1321 - 15 marzo 1323 nominato vescovo di Firenze)
- Girolamo Physicus, O.P. † (15 marzo 1323 - marzo 1328 deceduto)
- Federico † (21 ottobre 1328 - 1329 deceduto)
- Guido da Baisio † (11 ottobre 1329 - 29 febbraio 1332 nominato vescovo di Ferrara)
- Alidosio Alidosi † (29 febbraio 1332 - 1353 deceduto)
- Andrea, O.E.S.A. † (30 ottobre 1353 - 1362 deceduto)
- Angelo Toris † (19 dicembre 1362 - giugno 1366 deceduto)
- Geraldo Gualdi † (6 aprile 1366 - 1366 deceduto)
- Berardo Bonneval † (13 novembre 1366 - 10 febbraio 1371 nominato vescovo di Spoleto)
  - Ugolino Malabranca, O.E.S.A. † (10 febbraio 1371 - novembre 1373 deceduto) (amministratore apostolico)
- Leale Malatesta † (10 gennaio 1374 - settembre 1400 deceduto)
- Bartolomeo Barbati † (22 settembre 1400 - circa aprile 1407 deceduto)
- Bandello Bandelli † (14 maggio 1407 - ottobre 1416 deceduto)
- Girolamo Leonardi, O.E.S.A. † (10 gennaio 1418 - 27 settembre 1435 deceduto)
  - Antonio Correr, C.R.S.G.A. † (10 ottobre 1435 - 21 novembre 1435 dimesso) (amministratore apostolico)
- Cristoforo di San Marcello † (21 novembre 1435 - 18 settembre 1444 nominato arcivescovo di Siena)
- Bartolomeo Malatesti † (9 giugno 1445 - 5 giugno 1448 deceduto)
- Jacopo Vagnucci † (10 giugno 1448 - 27 ottobre 1449 nominato vescovo di Perugia)
- Lodovico Grassi † (27 ottobre 1449 - giugno 1450 deceduto)
- Egidio da Carpi † (1º luglio 1450 - 4 maggio 1472 dimesso)
- Bartolomeo Coccapani † (4 maggio 1472 - agosto 1485 deceduto)
- Giovanni Rosa[12] † (16 settembre 1485 - 25 agosto 1488 deceduto)
- Giacomo Passarelli † (17 settembre 1488 - settembre 1495 deceduto)
  - Oliviero Carafa † (31 ottobre 1495 - 13 settembre 1497 dimesso) (amministratore apostolico)
- Gianvincenzo Carafa † (13 settembre 1497 - 31 maggio 1505 nominato arcivescovo di Napoli)
- Simone Bonadies † (10 febbraio 1511 - 18 gennaio 1518 deceduto)
- Fabio Cerri dell'Anguillara † (24 gennaio 1518 - marzo 1528 deceduto)
  - Franciotto Orsini † (23 marzo 1528 - 7 aprile 1529) (amministratore apostolico)
  - Antonio Maria Ciocchi del Monte † (7 aprile 1529 - 24 maggio 1529 dimesso) (amministratore apostolico)
- Ascanio Parisani † (24 maggio 1529 - 3 aprile 1549 deceduto)
- Giulio Parisani † (3 ottobre 1550 - 21 marzo 1574 deceduto)
- Giovanni Battista Castelli † (29 marzo 1574 - 22 agosto 1583 deceduto)
- Vincenzo Torfanini † (28 novembre 1584 - 13 febbraio 1591 deceduto)
- Giulio Cesare Salicini † (5 aprile 1591 - 11 ottobre 1606 deceduto)
- Berlingerio Gessi † (13 novembre 1606 - 20 novembre 1619 dimesso)
- Cipriano Pavoni, O.S.B. † (20 novembre 1619 - marzo 1627 deceduto)
- Angelo Cesi † (19 luglio 1627 - 20 settembre 1646 deceduto)
- Federico Sforza † (19 novembre 1646 - 26 giugno 1656 dimesso)
- Tommaso Carpegna, C.R. † (26 giugno 1656 - settembre 1657 deceduto)
- Marco Galli † (13 giugno 1659 - 24 luglio 1683 deceduto)
  - Sede vacante (1683-1687)
- Domenico Maria Corsi † (7 luglio 1687 - 6 novembre 1697 deceduto)
- Gianantonio Davia † (10 marzo 1698 - 7 dicembre 1726 dimesso)
- Renato Massa † (16 dicembre 1726 - 13 luglio 1744 deceduto)[13]
- Alessandro Giuccioli † (21 giugno 1745 - 13 maggio 1752 deceduto)
- Marco Antonio Zollio † (25 settembre 1752 - 26 luglio 1757 deceduto)
- Giovan Battista Stella † (19 dicembre 1757 - 17 dicembre 1758 deceduto)
- Ludovico Valenti † (24 settembre 1759 - 18 ottobre 1763 deceduto)
- Francesco Castellini † (19 dicembre 1763 - 11 maggio 1777 deceduto)
- Andrea Antonio Silverio Minucci † (15 dicembre 1777 - 20 settembre 1779 nominato arcivescovo di Fermo)
- Vincenzo Ferretti † (20 settembre 1779 - 18 giugno 1806 deceduto)
- Gualfardo Ridolfi † (18 settembre 1807 - 9 settembre 1818 deceduto)
- Giovanni Francesco Guerrieri † (27 settembre 1819 - 12 gennaio 1822 dimesso)
  - Giovanni Marchetti (13 gennaio 1822 - 24 maggio 1824) (vicario apostolico)
- Ottavio Zollio † (24 maggio 1824 - 2 aprile 1832 deceduto)
- Francesco Gentilini † (15 aprile 1833 - 18 dicembre 1844 dimesso[14])
- Salvatore Leziroli † (20 gennaio 1845 - 1º ottobre 1860 deceduto)
  - Sede vacante (1860-1863)
- Luigi Clementi † (21 dicembre 1863 - 30 gennaio 1869 deceduto)
  - Sede vacante (1869-1871)
- Luigi Paggi † (27 ottobre 1871 - 29 settembre 1876 dimesso[15])
- Luigi Raffaele Zampetti † (29 settembre 1876 - 23 novembre 1878 deceduto)
- Francesco Battaglini † (28 febbraio 1879 - 3 luglio 1882 nominato arcivescovo di Bologna)
- Alessandro Chiaruzzi † (3 luglio 1882 - 4 gennaio 1891 deceduto)
- Domenico Fegatelli † (1º giugno 1891 - 17 dicembre 1900 dimesso[16])
- Vincenzo Scozzoli † (17 dicembre 1900 - 9 febbraio 1944 deceduto)
- Luigi Santa, I.M.C. † (17 luglio 1945 - 18 maggio 1953 deceduto)
- Emilio Biancheri † (7 settembre 1953 - 17 dicembre 1976 dimesso)
- Giovanni Locatelli † (22 febbraio 1977 - 12 novembre 1988 nominato vescovo di Vigevano)
- Mariano De Nicolò † (8 luglio 1989 - 3 luglio 2007 ritirato)
- Francesco Lambiasi (3 luglio 2007 - 17 novembre 2022 ritirato)
- Nicolò Anselmi, dal 17 novembre 2022

## Santi della Chiesa riminese
Oltre a san Gaudenzio, primo vescovo e patrono della diocesi, che viene celebrato il 14 ottobre, la Chiesa di Rimini annovera altri santi:
- Sant'Aldebrando, vescovo, commemorato l'11 maggio
- San Giuliano, martire, commemorato il 22 giugno
- Santa Innocenza, vergine e martire, commemorata il 17 settembre
- Santa Paola, commemorata il 4 novembre
- Santa Colomba di Sens vergine e martire, titolare della chiesa cattedrale, commemorata il 29 dicembre

## Statistiche
La diocesi nel 2023 su una popolazione di 359.000 persone contava 283.000 battezzati, corrispondenti al 78,8% del totale.
| anno | popolazione | popolazione | popolazione | presbiteri | presbiteri | presbiteri | presbiteri                | diaconi | religiosi | religiosi | parrocchie |
| anno | battezzati  | totale      | %           | numero     | secolari   | regolari   | battezzati per presbitero | diaconi | uomini    | donne     | parrocchie |
| ---- | ----------- | ----------- | ----------- | ---------- | ---------- | ---------- | ------------------------- | ------- | --------- | --------- | ---------- |
| 1950 | 185.050     | 185.100     | 100,0       | 271        | 225        | 46         | 682                       |         | 67        | 441       | 145        |
| 1969 | ?           | 255.106     | 0,0         | 281        | 221        | 60         | ?                         |         | 73        | 787       | 139        |
| 1980 | 274.562     | 275.630     | 99,6        | 292        | 219        | 73         | 940                       |         | 83        | 660       | 173        |
| 1990 | 285.000     | 286.500     | 99,5        | 257        | 207        | 50         | 1.108                     | 6       | 59        | 539       | 138        |
| 1999 | 286.559     | 301.641     | 95,0        | 241        | 201        | 40         | 1.189                     | 9       | 54        | 515       | 123        |
| 2000 | 289.934     | 305.193     | 95,0        | 241        | 201        | 40         | 1.203                     | 9       | 53        | 515       | 123        |
| 2001 | 293.292     | 308.728     | 95,0        | 240        | 195        | 45         | 1.222                     | 11      | 59        | 494       | 123        |
| 2002 | 295.846     | 311.416     | 95,0        | 238        | 188        | 50         | 1.243                     | 11      | 64        | 495       | 123        |
| 2003 | 299.508     | 315.272     | 95,0        | 234        | 186        | 48         | 1.279                     | 14      | 62        | 493       | 123        |
| 2004 | 303.365     | 319.332     | 95,0        | 232        | 184        | 48         | 1.307                     | 15      | 62        | 503       | 123        |
| 2010 | 318.876     | 346.604     | 92,0        | 218        | 175        | 43         | 1.462                     | 30      | 61        | 444       | 115        |
| 2014 | 344.800     | 377.900     | 91,2        | 213        | 165        | 48         | 1.618                     | 39      | 60        | 410       | 115        |
| 2017 | 318.300     | 357.700     | 89,0        | 207        | 163        | 44         | 1.537                     | 39      | 48        | 375       | 115        |
| 2020 | 317.000     | 356.300     | 89,0        | 191        | 153        | 38         | 1.659                     | 55      | 42        | 337       | 115        |
| 2022 | 285.800     | 358.500     | 79,7        | 171        | 136        | 35         | 1.671                     | 58      | 40        | 343       | 115        |
| 2023 | 283.000     | 359.000     | 78,8        | 168        | 133        | 35         | 1.684                     | 59      | 40        | 260       | 115        |